# Dirk Riechmann
Dirk Riechmann (* 12. Mai 1967 in Bochum) ist ein ehemaliger deutscher Fußballspieler.

## Karriere
Riechmann schaffte beim VfL Bochum den Durchbruch im Profifußball. Der VfL spielte in der Bundesliga. Er gab sein Debüt in der Saison 1987/88, am 13. Spieltag spielte er im Dortmunder Westfalenstadion gegen Borussia Dortmund. Bei dem Spiel handelte es sich um ein Nachholspiel, da bei erstmaliger Ansetzung das Spiel wegen Unbespielbarkeit des Platzes ausgefallen war. Riechmann stand in der Startformation und erzielte in der 89. Spielminute den Ausgleich zum 1:1. Eine Minute später erzielte sein Mitspieler Michael Rzehaczek den Siegtreffer zum 2:1. Bei den nächsten beiden Spielen des 20. und 21. Spieltags kam Riechmann als Einwechselspieler zu seinem zweiten und dritten Einsatz in der Bundesliga. In der Folgesaison absolvierte er ebenfalls drei Spiele. Beim Rückspiel gegen Dortmund konnte er wieder ein Tor erzielen, diesmal ging das Spiel aber mit 2:1 verloren. Im Anschluss wechselte er in die 2. Bundesliga zu Preußen Münster. In zwei Spielzeiten absolvierte er 37 Spiele und erzielte zwei Tore. 1991 wechselte er ins Amateurlager und spielte für die SpVg Marl, SpVgg Erkenschwick, SV Borussia Wuppertal, TuRU Düsseldorf und TuRa Rüdinghausen, wo er 2008 seine Spielerlaufbahn beendete.

## Sonstiges
Riechmann absolvierte eine Ausbildung bei der Bundesknappschaft. Später arbeitete er als selbstständiger Wirtschaftsberater.